# Harold Greenberg
Pour les articles homonymes, voir Greenberg.
Harold Greenberg était un homme d'affaires est producteur anglo-québécois né le 11 janvier 1930 à Montréal et décédé le 1er juillet 1996 à Montréal à l'âge de 66 ans. 
Diplômé de l'école secondaire Baron Byng, il est le cofondateur avec ses trois frères Ian Greenberg, Harvey Greenberg et Sidney Greenberg d'Astral Media. À son décès, sa compagnie faisait des profits de 300 millions $ par année.

## Distinctions
- 1992 - Chevalier de l'Ordre national du Québec
- 1994 - Officier de l'Ordre du Canada
- Chevalier de la Légion d'honneur de France.